# Whiskey Glasses
Whiskey Glasses è un singolo del cantante country statunitense Morgan Wallen, pubblicato il 30 luglio 2018 come terzo estratto dal quarto album in studio If I Know Me.

## Promozione e pubblicazione
La canzone è stata scritta da Kevin Kadish e Ben Burgess nel 2015. Burgess ebbe l'idea di scrivere una canzone sui bicchieri da whisky durante una sessione di scrittura con Kadish. L'idea gli piacque e scelse il verso "I'mma need some whiskey glasses, 'cause I don't wanna see the truth" (Ho bisogno di bicchieri da whisky, perché non voglio vedere la verità). Decisero che il tema dovesse riguardare qualcuno che si era dato all'alcol a causa di una brutta rottura sentimentale. Burgess si ricordò poi di suo padre che, dopo aver bevuto troppo, diceva: "Povero nonno... oh, versa da bere al tuo nonno", che divenne l'inizio della canzone come "Povero me, versami un altro drink".
La canzone fu proposta a Wallen, che la registrò poi con il produttore Joey Moi. Fu pubblicata per la prima volta nell'estate del 2018, ma divenne una hit solo nel 2019.

## Successo commerciale
Whiskey Glasses ha raggiunto il primo posto nella classifica Billboard Country Airplay dell'8 giugno 2019, dopo aver raggiunto la vetta della classifica Hot Country Songs. La canzone è stata certificata 9 volte disco di platino dalla RIAA il 3 novembre 2023. Ha venduto 391.000 copie negli Stati Uniti a marzo 2020.

## Video musicale
Il video musicale di Whiskey Glasses è stato diretto da Justin Clough ed è stato presentato in anteprima nell'ottobre 2018. In esso, Wallen si è esibito come qualcuno che stava cercando di riparare il suo cuore spezzato bevendo dopo che la sua ragazza lo aveva lasciato, prima di andare in un bar con i suoi amici (incluso Hardy) ed eseguire una versione live della canzone.

## Classifiche
| Classifica (2018-2019) | Posizione massima |
| ---------------------- | ----------------- |
| Canada                 | 44                |
| Stati Uniti            | 17                |